# Мельникова, Ирина Анатольевна
Ири́на Анато́льевна Ме́льникова (род. 14 мая 1975) — российская легкоатлетка, специалистка по прыжкам в длину и тройным прыжкам. Выступала на профессиональном уровне в 1993—2010 годах, чемпионка России в помещении и на открытом стадионе, победительница и призёрка первенств всероссийского значения, участница чемпионата Европы в Мюнхене. Представляла Краснодарский край. Мастер спорта России международного класса. Заслуженный тренер России.

## Биография
Ирина Мельникова родилась 14 мая 1975 года. Занималась лёгкой атлетикой под руководством заслуженного тренера России Игоря Георгиевича Фурсина.
Первого серьёзного успеха на международном уровне добилась в сезоне 1993 года, когда вошла в состав российской сборной и выступила на юниорском европейском первенстве в Сан-Себастьяне, где выиграла бронзовую медаль в зачёте тройного прыжка.
В 1994 году принимала участие в Играх доброй воли в Санкт-Петербурге, став в тройном прыжке седьмой.
В 1997 году на молодёжном европейском первенстве в Турку была шестой в прыжках в длину и девятой в тройных прыжках.
На чемпионате России 2000 года в Туле в прыжках в длину взяла бронзу.
В 2002 году на чемпионате России в Чебоксарах в прыжках в длину превзошла всех соперниц и завоевала золотую награду. Благодаря этой победе удостоилась права защищать честь страны на чемпионате Европы в Мюнхене — здесь на предварительном квалификационном этапе прыгнула на 6,13 метра, чего оказалось недостаточно для выхода в финал.
В 2003 году одержала победу на Мемориале братьев Знаменских в Туле, установив при этом свой личный рекорд в прыжках в длину на открытом стадионе — 6,76 метра.
В 2005 году победила на зимнем чемпионате России в Волгограде, стартовала на чемпионате Европы в помещении в Мадриде — с результатом 6,33 в финал не вышла.
Завершила спортивную карьеру по окончании сезона 2010 года.
За выдающиеся спортивные достижения удостоена почётного звания «Мастер спорта России международного класса».
Впоследствии проявила себя на тренерском поприще, работала в Центре паралимпийской подготовки в Краснодаре, подготовила ряд титулованных спортсменов международного уровня. Заслуженный тренер России..